# Nati nel 1310
| Questa pagina contiene informazioni ricavate automaticamente dalle voci biografiche con l'ausilio del template Bio e di un bot. L'aggiornamento è periodico e automatico e ricostruisce completamente la pagina. Se manca una persona in questa lista, sei pregato di non aggiungerla, ma accertati piuttosto che la sua voce biografica contenga il template Bio e che i dati anagrafici siano correttamente compilati. Se il template Bio manca, inseriscilo tu stesso o, in alternativa, metti l'avviso {{tmp\|Bio}} che ne segnala la mancanza. Se i dati riportati sono sbagliati, correggi direttamente la voce biografica; le modifiche saranno visibili in questa lista entro pochi giorni. Per chiarimenti vedi il progetto biografie. La lista contiene solo le 31 persone che sono citate nell'enciclopedia e per le quali è stato implementato correttamente il template Bio. Pagina aggiornata al 10 ago 2025. |

- 30 aprile - Casimiro III di Polonia, re polacco († 1370)
- 12 settembre - Niccolò Acciaiuoli, politico italiano († 1365)
- 30 novembre - Federico II di Meißen, nobile tedesco († 1349)
- Egidio Albornoz, cardinale, generale e politico spagnolo († 1367)
- Beatrice di Bar, nobile francese († 1350)
- Jean de Beaumanoir, cavaliere medievale francese
- Henri Bohic, giurista francese
- Lorenzo Celsi, politico, militare e diplomatico italiano († 1365)
- Giovanni Ciparissiota, teologo e letterato bizantino († 1378)
- Eleonora di Castiglia, regina († 1359)
- Eleonora di Guzmán, spagnola († 1351)
- Juan Fernández de Heredia, ammiraglio, generale e scrittore spagnolo († 1396)
- Giovanna d'Évreux, regina († 1371)
- Giovanni dalle Celle, abate italiano († 1396)
- Guariento di Arpo, pittore italiano († 1370)
- Ulrico III di Hanau, nobile tedesco († 1369)
- Isabella d'Aragona, principessa († 1349)
- Winrich von Kniprode, nobile tedesco († 1382)
- Robert Le Coq, vescovo cattolico e politico francese († 1373)
- Leone V d'Armenia, re († 1341)
- Luigi Gianfigliazzi, politico e letterato italiano († 1375)
- Laura de Noves, nobildonna francese († 1348)
- Ruggero Bernardo I di Castelbon, nobile († 1350)
- Beatrice di Savoia, principessa († 1331)
- Song Lian, storico e politico cinese († 1381)
- Guillaume Tirel, cuoco francese († 1395)
- Camiola Turinga, nobildonna italiana († 1345)
- Papa Urbano V, papa, abate e beato francese († 1370)
- Violante d'Aragona, principessa († 1353)
- Vitale da Bologna, pittore italiano († 1360)
- Giovanna di Savoia, nobile († 1344)